# Adam i insekternes paradis
Adam i insekternes paradis er en naturfilm instrueret af Adam Schmedes efter manuskript af Peter I. Lauridsen.

## Handling
Europas største insekt, sagaen, parrer sig aldrig, men lægger sine æg som jomfru og bevæger sig, som græsset svajer i vinden. Tarantellen bor i sin hule og bærer alle sine edderkoppeunger på ryggen. Den imponerende knæler går ikke af vejen for at bide hovedet af sin mage. Hvepseedderkoppens spind er et arkitektonisk mesterværk. Græshopper, tæger, ildfluer, blomster og græsser - instruktøren Adam Schmedes fortæller med udgangspunkt i sin egen barndom i landsbyen La Gaude i Frankrig om naturens vidunderlige mangfoldighed. Med de mest moderne optagelsesteknikker giver han os indblik i og viden om insekternes forunderlige verden. Andre film af samme instruktør: »Den sjove - perleøglen«, »Den stolte - kongen af Provence - øglesnogen« og »Den giftige - hugormen og dens naboer«.